# Navadni peteršilj
Navadni peteršílj (znanstveno ime Petroselinum crispum) je svetlozelena, dvoletna zel, ki se zelo uporablja v srednjevzhodni, evropski in ameriški kuhinji. V prvem letu razvije listnato maso, v drugem letu pa steblo s cvetnimi kobuli. Podobno kot pri koriandru,  se uporablja list, ki pa ima blažjo aromo, uporabimo pa lahko tudi steblo (ki je enako aromatično kot listje) ali korenino.
Kot začimba se uporabljata dve obliki peteršilja: s kodrastimi listi in italijanski oz. z gladkimi listi (P. neapolitanum). Peteršilj s kodrastimi listi se pogosto uporablja za omake. Marsikdo meni, da ima gladkolistni peteršilj močnejšo aromo, to mnenje pa podpira tudi kemična analiza, ki pokaže mnogo višjo raven eteričnega olja pri tovrstnih kultivarjih. Ena izmed spojin esencialnega olja je apiol. Druga vrsta peteršilja raste kot korenska zelenjadnica. Pri uporabi se kodrastolistnemu peteršilju pogosto daje prednost, saj ga, v nasprotju z gladkolistnim, ne moremo zamenjati s pikastim mišjakom.
Ponekod v Evropi in predvsem v Zahodni Aziji marsikatero hrano postrežejo posuto z narezanim paradžnikom. Sveža aroma se še posebej sklada z ribami. Peteršilj je bistvena sestavina več zahodnoazijskih solat, npr. narodne libanonske jedi tabuleh. V Južni in Srednji Evropi je peteršilj sestavina zeliščnega šopka (fr. bouquet garni), ki se uporablja kot začimba za enolončice in druge juhe, pa tudi omake. Poleg tega se peteršilj pogosto uporablja kot omaka. Tržaška omaka je mešanica narezanega česna in narezanega peteršilja. Gremolata je mešanica peteršilja, česna in naribane limonine lupinice. Peteršilj se uporablja tudi kot osvežilec daha, saj vsebuje visoko koncentracijo klorofila. 

## Gojenje
Peteršilj dobro raste v globoki posodi, saj potrebuje prostor za svojo dolgo korenino. Kadar ga gojimo notri, potrebuje vsaj pet ur svetlobe na dan.

## Medicinska uporaba
Čaj peteršilja se lahko uporabi kot diuretik. Kitajski in nemški zeliščarji priporočajo peteršiljev čaj za nadzor krvnega tlaka, Čerokeški Indijanci pa ga uporabljajo kot tonik za okrepitev mehurja. Pogosto se uporablja tudi kot emenagog.
Peteršilj povečuje diurezo z inhibicijo Na+/K+-ATPazne črpalke v ledvicah, kar pomeni, da hkrati s povečanjem izločanja natrija in vode poveča tudi resorpcijo kalija (PMID 11849841).

## Galerija
- Grmiček peteršilja
- Kodrolistni peteršilj
- Gladkolistni peteršilj
- Cvet gladkolistnega peteršilja